# بريستول بادجر
بريستول بادجر (بالإنجليزية: Bristol Badger)‏ هي طائرة مقاتلة واستطلاع ذات مقعدين. أنتجت في المملكة المتحدة. من صناعة شركة طائرات بريستول. كان أول طيران لها في 4 فبراير 1919. صنع منها خمس طائرات.